# Lactobacillus manihotivorans
Lactobacillus manihotivorans è una specie di batterio appartenente alla famiglia delle Lactobacillaceae.